# Sangiaccato di Monastir
Il sangiaccato di Monastir o Manastir (in turco Manastir Sancağı) o Bitola, era un sangiaccato all'interno dell'Eyalet di Rumelia (1465-1867) e poi del Vilayet di Monastir (1874-1912). La sede amministrativa era a Manastir (Bitola).

## Kaza

### 1880
I sotto-distretti detti kaza, del sangiaccato di Manastir comprendevano (nel 1880):
- Bitola
- Florina
- Kičevo
- Prilep
- Ohrid

E il mudurluk di:
- Prespa
- Risen
- Ekşisu
- Mariovo

### Prima del 1908
Le kaza del sangiaccato di Manastir prima del 1908 erano:
- Monastir (Bitola)
- Pirlepe (Prilep)
- Florina
- Kıraçova (Kičevo)
- Ohrid (Ocrida)

## Dati demografici

### 1897
Secondo il console russo nel Vilayet di Manastir, A. Rostkovski, terminando la voce statistica nel 1897, la popolazione totale del sangiaccato era di 308.996 e raggruppò la popolazione nei seguenti gruppi:
- Patriarchisti slavi: 51.749
- Musulmani slavi, probabilmente albanesi: 8.251
- Musulmani albanesi: 65.259
- Cristiani albanesi: 11.723
- Valacchi (aromuni): 22.681
- Turchi, ottomani (forse albanesi): 24.923
- Ebrei: 4.270
- Altri: ...